# Telebasis garleppi
Telebasis garleppi – gatunek ważki z rodziny łątkowatych (Coenagrionidae). Występuje na terenie Ameryki Środkowej.